# OpenCandy
OpenCandyとはサンディエゴの企業で、Microsoft Windowsライブラリで構成され、Windows installerで組み込める広告ソフトウェアを手がけている。OpenCandyのライブラリをバンドルしているアプリケーションをインストールすると、任意で推奨する追加のソフトウェア（ユーザーのシステムや地理的位置に基づく）のインストールを同時に行うことになる。
このソフトウェアの始まりはCEOのダリアス・トンプソンがDivXのインストレーションを開発したことにさかのぼり、DivXをインストールするとYahoo! Toolbarの任意でのインストールを求められるものだった。2008年最初の9ヶ月間で2億5千万回のダウンロード数にのぼりDivXはYahooや他のソフトウェア開発者から1570万ドルを得た。
かつてDivXでビジネス開発ディレクターだったチェスター・エヌジーはチーフビジネスオフィサーを、同じくDivXのエンジニアリングディレクターだったマーク・チェが最高技術責任者を務めている。
OpenCandyはプライバシー問題で批判を受けており、過去のバージョンでは「ユーザーを特定する情報をユーザーの同意なしに送信している可能性がある」としてMicrosoft Security Essentialsにアドウェア認定された。OpenCandyはこれに対し、別の企業がソフトウェア利用許諾契約で正式に警告すること無くOpenCandyを使用しているためだと主張している。